# سارا لارسون
سارا لارسون (بالإنجليزية: Sara Larsson)‏ (و. 1979  م) هي لاعبة كرة قدم، من السويد، ولدت في كريستينه هامن، شاركت في الألعاب الأولمبية الصيفية 2008، تلعب كمُدَافِعَة.

## روابط خارجية
- سارا لارسون على موقع الاتحاد الدولي (مؤرشف)  (الإنجليزية)
- سارا لارسون على موقع الاتحاد الأوربي (الإنجليزية)
- سارا لارسون على موقع قاعدة بيانات كرة القدم.إي يو (الإنجليزية)
- سارا لارسون على موقع Soccerway.com (الإنجليزية)
- سارا لارسون على موقع أوليمبيديا (الإنجليزية)
- سارا لارسون على موقع اللجنة الأولمبية السويدية (السويدية)